# Восьме Березня (Ніжинський район)
Во́сьме Бе́резня — село в Україні, у Дмитрівській селищній громаді Ніжинського району Чернігівської області. До 2020 входило до складу Гайворонської сільської ради з центром у селі Гайворон. До 1951 року — Городок. Населення — українці.

## Географія
Розташоване у двох кілометрах на південь від асфальтованої траси Гайворон-Голінка. Вулиці села проходять по схилу великого яру, за яким старовинний лісовий масив Чумальово — один із центрів мисливського бізнесу в Бахмацькому районі. Проект створення нових мисливських баз в районі села прислужився несподіваному будівництву якісного асфальтового покриття до Восьмого Березня (2010).
На північ та північний захід від села розташовані дві скіфські могили-роблениці; активно розорюються. Неподалік від села розташований гідрологічний заказник — «Левищина».

## Історія
Село Городок з’явилося на мапі України приблизно в 1930 році в результаті об’єднання кількох хуторів. На мапі Шуберта 1868 року на місці села позначено чотири безіменні хутори. У «Списках населених місць…» 1924 року вказані хутори: Капшука (1 двір, 5 жителів); Курила (13 дворів, 65 жителів); Охріменка (3 двори, 15 жителів); Шестопалов (10 дворів, 50 жителів). Всього 27 дворів, 135 жителів. Хутори входили до складу сільської ради села Гайворон, яке відносилося до Дмитрівського району Конотопської округи. Вказується відстань від хуторів до сільради — 4 км, до районного центру — 10 км, що відповідає сучасній мапі Бахмацького району.
У «Списках населених місць…» 1901 року є Охріменків хутір, 10 осіб (5 осіб чоловічої статі та 5 — жіночої) і Шестопалов хутір, 118 осіб (59 осіб чоловічої статі та 59 — жіночої). Хутори входили до складу Голінської волості Конотопського повіту.
Шестопаловський хутір (власницький) є  в «Списках населених місць…» 1859 року: 153 особи (85 осіб чоловічої статі та 68 — жіночої), тож заснування села можна віднести до першої половини ХІХ століття, або ж до кінця XVIII століття.
Село Городок на схід від Гайворона позначене на мапі Вермахту, складеній в 1929—1940 роках. З мапи видно, що в селі була одна вулиця, яка простягалася вздовж шляху з південного заходу на північний схід.
Про походження назви Городок єдиної думки немає. За однією з версій в 1929—1930 роках сюди переселилося кілька жителів німецького села Городок, рятуючись від примусової колективізації, розкуркулювання та висилки. Від цих переселенців і походить назва села.
Село засноване козацькими родами Гайворона та Голінки, проте храмування на день Покрови Пресвятої Богородиці свідчить, що християни Городка переважно походили з Гайворона. Але є дані про вшанування Казанської ікони Божої Матері ще в Городку, що вказує на наявність серед засновників козаків села Піски.
З 1917 — у складі УНР. З 1921 року — під контролем більшовиків. Село в майже не постраждало внаслідок Голодомору 1932—1933 років. За непідтвердженою інформацією, єдиною жертвою є Оксеня Ярмоленко (до шлюбу Устименко), яка померла від голодного шоку на одній із сільських нив.
Назва села походить від назви колгоспу «Імені 8 березня», що був створений в 1930 році. Він проіснував до 1950 року, а потім ввійшов до складу колгоспу «Перемога» села Гайворон, а село Городок перейменували у Восьме Березня за назвою колгоспу.
На 1972 у селі залишалося близько 60 жилих хат, до 250 осіб населення. На цей час працювала 4-класна початкова школа зі штатом двох вчителів (Катерина Іванівна Кушніренко та Лідія Миколаївна Британ — обоє з Нечаєвого хутора). Школу закрили 1985, усі діти почали ходити до Гайворонської середньої школи. Збереглися свідчення про виснажливі підліткові марафони на навчання до Гайворона — п'ять-шість кілометрів в один бік до школи по роз'юшених дорогах або глибокому снігу. Це стимулювало городоцькі родини до виїзду з села — переважно до Дмитрівки, Гайворона та Голінки.
До початку 1990-их у селі працювали клуб і магазин.
Відомим вихідцем з села є Володимир Висовненко, воїн-інтернаціоналіст, що загинув під час виконання інтернаціонального обов'язку в Афганістані у 1984 році. Його іменем названо вулицю.

### Корінні роди
Кобець, Павлик, Пархоменко, Охріменко, Курдиба.

## Населення

### Мова
Розподіл населення за рідною мовою за даними перепису 2001 року:
| Мова       | Кількість | Відсоток |
| ---------- | --------- | -------- |
| українська | 49        | 100%     |

## Сучасність
2010 до села прокладено якісний асфальтований шлях.
8 березня 2011 загальноукраїнський телеканал СТБ показав інформаційний сюжет, присвячений селу.

## Також
- Перелік населених пунктів, що постраждали від Голодомору 1932—1933 (Чернігівська область)